# Taransay

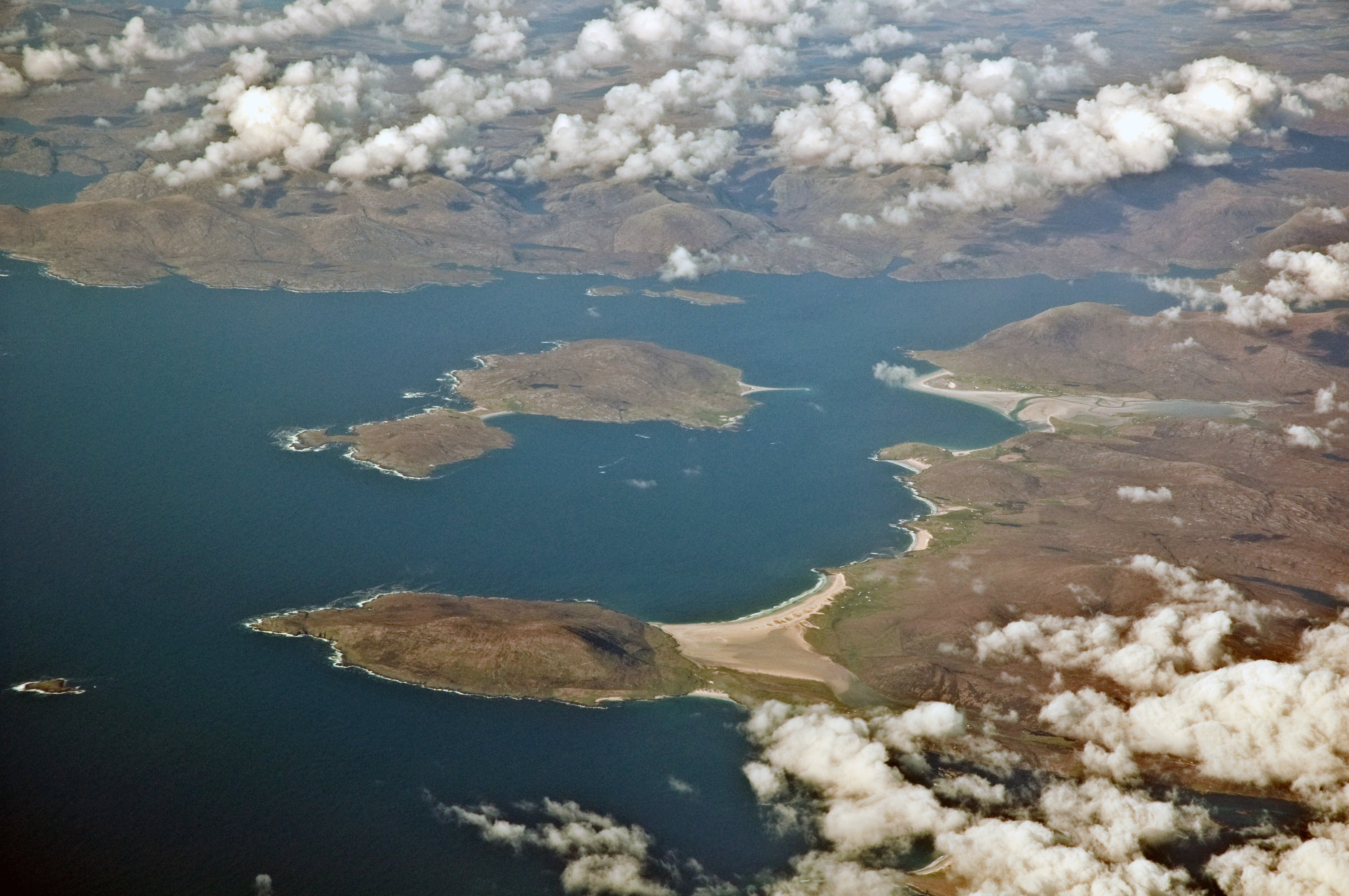
Vista de Taransay

Taransay (en gaèlic escocès, Tarasaigh), és una illa localitzada en el grup de les Hèbrides Exteriors, a Escòcia. L'illa ocupa una superfície de 14,75 km², i des de 1974 es troba deshabitada, excepte en època de vacances. Amb la seva superfície, Taransay és l'illa més gran d'Escòcia que manca d'una població estable. La seva alçada màxima l'assoleix al cim del Ben Raah amb 267 metres msnm.
L'illa alberga una gran varietat d'aus, però en canvi la fauna de vertebrats es limita a cérvols i ratolins. Els anys 2003-2004, la població de visó americà a l'illa van ser objecte d'un programa d'erradicació per tal de protegir les aus que nien a terra.
Taransay és però, destacable per la seva flora, amb una abundància de flors silvestres que creixen en prats de l'illa.
L'illa va ser comprada l'any 1967 per John MacKay, per 11.000 lliures.  El 2011 els seus fills Angus i Norman MacKay (els propietaris) de la veïna illa de Harris, van col·locar l'illa a la venda amb un preu de venda de 2,2 milions de lliures. L'illa va ser venuda a "una família local" a les dues setmanes de ser col·locada a la venda.